# André Boureau
Pour les articles homonymes, voir Boureau.
André Boureau, né le 13 décembre 1917 à Bougie, en Kabylie (Algérie), mort le 30 mars 1999, à Céret dans les Pyrénées-Orientales, est un peintre, sculpteur et poète français.
Son œuvre s'étire sur soixante-trois années de travail et de recherches et compte des centaines de tableaux et de sculptures. Son style, traversé par différents courants artistiques, oscille entre académisme, fauvisme, impressionnisme et art abstrait — sans omettre  l'art sacré — pour un retour, à la fin de sa vie, vers un « nouveau réalisme ».

## Enfance et Famille
Le grand-père, François Hippolyte Boureau, (1853-1885), né à la Ferté-Saint-Aubain et Louise Blanchet Boureau, sa femme (1838-1923), née à Argenton-sur-Creuse, émigrent en Algérie, vraisemblablement dans les années 1880. François Hippolyte meurt là-bas, à l'âge de 32 ans. Son fils, Edmond Boureau (1874-1960), ingénieur dans les chemins de fer et sa femme, Julia Palermo, d'origine sicilienne, s'établissent dans la ville de Bougie. Ils ont quatre fils, dont André, troisième de la fratrie.
En 1962, le plus jeune frère d'André, Georges, ainsi que sa mère Julia, restés en Algérie, sont rapatriés en France.

## Études
André Boureau a commencé sa carrière d'artiste, très jeune. Adolescent, il dessine, peint, grave à l'eau-forte, initié par une peintre locale.
En 1936, à dix-huit ans, il entre aux Beaux-Arts d’Alger où il se lie avec le peintre Pierre Raffi (né à Alger en 1919). Pierre Raffi lui présente son ami, Albert Camus, avec lequel André fait du théâtre.
En 1937, il obtient le prix d’honneur de l’École des Beaux-Arts d'Alger. Il est mandaté pour représenter son école à l'Exposition internationale de Paris. Il découvre la France, Guernica au pavillon espagnol et Van Gogh, au Louvre.
En 1938, il est lauréat du concours à la Bourse du Gouvernement de l’Algérie et passe deux années d'études à Paris. De 1938 à 1942, il partage sa vie entre l’Algérie et la France. Il participe à l'exposition des Peintres orientalistes (Bougie, la porte Fouka 1942). De retour à Alger, il est lauréat du prix BEVIA et du prix de la ville d'Alger (dont le musée possède une de ses peintures).
Il revient à Paris au cours de cette même année 1938, où il est élève de Fernand Sabatté à l'École nationale supérieure des Beaux-Arts. Il étudie également à l'École nationale supérieure des Arts décoratifs.
Il fréquente l'Atelier de Gif-sur-Yvette et la vallée de Chevreuse  où il peint de longues séries de paysages impressionnistes. Péniches sur les quais, 1944, Banlieue sous l'occupation, 1944). C’est à cette époque qu'il fait la connaissance de Marcelle Germain (1915 – 1989) qui a 22 ans et qui étudie également aux Beaux-Arts.
En 1939, il retourne à Bougie pour une exposition de peintures. C'est le début de la Seconde Guerre mondiale, il va et vient entre l'Algérie et la France, où il est mobilisé.
En 1940, il est démobilisé et reste à Paris où il découvre le fauvisme et en particulier Othon Friesz. Il se marie avec Marcelle Germain, en novembre 1940, à Châteaufort, dans les Yvelines. En 1942, en vacances à Bougie, André et Marcelle perdent leur première enfant, âgée de 18 mois.

## Carrière
De 1940 à 1947, Boureau est l'élève d'Othon Friesz (1879-1949) et fait de nombreuses expositions particulières. Il participe à l'exposition patronnée par Othon Friesz à la galerie Chabanon.
Il reçoit de nombreux prix dont le prix Castelucho-Diana et le prix de la ville de Versailles.
Il entre à la galerie Chardin, et est invité régulièrement au Salon des Tuileries. Chaque année, il participe au Salon d'automne. Il expose aussi, seul, ou en groupe, dans les galeries Viscinsi, Chabanon, Vandamne, etc.
En 1943, cinq de ses œuvres sont photographiées par Marc Vaux (1895 - 1971), « le photographe des peintres », spécialiste des photographies de sculptures, peintures et artistes de 1920 à 1970, dont les reproductions se trouvent à la bibliothèque Kandinsky aux  archives et documentations Fonds Marc Vaux, du centre Pompidou.
Il fait un séjour en Bretagne où il découvre les calvaires, les croix de chemin et « l'Art sacré »...
En 1947, il rompt avec Othon Friesz et avec Paris.
C’est au cours de l'année 1948 qu’il s’installe en Bretagne, à Doëlan, dans le sud Finistère, avec Marcelle (qui est entrée dans l'enseignement) et leurs deux enfants.
Il expose des gouaches à la galerie Saint-Placide à Paris où il est sélectionné pour le prix des Critiques. C'est à cette époque, qu’il entre en qualité de sculpteur à la galerie Drouant-David, à Paris.
En 1948, il expose en Algérie et au Maroc.
De passage à Bougie, il rencontre le peintre, Gabriel Salord-Gendre qui devient un de ses amis. Boureau lui offre une toile.
De 1949 à 1959, tous contacts interrompus avec la capitale, il passe un professorat de dessin pour assurer les besoins de sa famille qui compte, à partir de 1959, huit enfants.
Il continue ses recherches et expérimente différentes techniques : sculptures sur bois, sur granit, sur marbre, sculptures en métal forgé, soudé, céramiques, émaux, cires. Il découvre les matières plastiques qu'il façonne en des créations, comme les sculptures et émaux au chalumeau, les sablages, les enduits spéciaux, les thermos-sculptures et les incrustations.
Les peintures s'évadent du plan et deviennent volumes.
En 1959, Boureau fonde un groupe international de peintres-sculpteurs « Les Crabistes » qui chaque été se réunit à Doëlan. En font partie,  le peintre parisien expressionniste, Henri Ren (né en 1930), le Hollandais, Henk Van Den Idsert (1913 - 2001), le Juif-Hollandais, Max Bueno de Mesquita –  dont l'œuvre est marquée par l’holocauste. Le musé d'Israël possède certaines de ses toiles. L'Espagnol Fernando Mayoral rejoindra le groupe, ponctuellement, quelques années plus tard.

## L'Art sacré
Il laisse une œuvre considérable de statues ou de monuments religieux, pas seulement en Bretagne, mais dans toute la France. En Bretagne, ses œuvres sont dans la lignée de la statuaire religieuse bretonne, principalement taillés dans le granit blanc ou dans le granit bleu de Kersanton, dont les pièces les plus importantes sont peut-être le calvaire du Pouldu, et le calvaire de Doëlan  (cf la galerie de photos). Mais il sculpte aussi le bois, comme le grand Christ de l'église Ste Jehanne du Passage d'Agen, les Vierge à l'Enfant ou en pierre, comme l'autel de la chapelle des Carmélites d'Agen...

## L'abstraction
C'est en 1963, qu'il crée ses premières œuvres abstraites (peintures, sculptures, reliefs polychromes).
En 1966 : il continue à participer à de nombreuses expositions en Hollande dont une exposition à Amsterdam (galerie SFINX).
En 1972, il rencontre Michèle Merelle (1947–1992), hôtesse de l'air, et quitte Marcelle et la Bretagne pour s'installer avec sa nouvelle femme, à Paris. Dans son atelier situé à Montrouge, il taille des formes abstraites pour orner les entrées d'immeubles.
C'est la période où il expérimente la thermo-sculpture, reliefs qu'il réalise au chalumeau sur résine... Monotype (estampe)

## Nouveau réalisme
En 1974, ses œuvres changent pour un retour vers "un Nouveau Réalisme".
Exposition à la Maison de la culture d'Écouen.
En 1976, il a un second atelier à Vers-Pont-du-Gard (Sculptures sur calcaire).
En 1977, c'est sa dernière année d'enseignement à Paris. Sculptures pour des entrées d'immeubles.
Reliefs au chalumeau sur résine, Monotypes, Techniques mixtes en peinture, Abstractions nouvelles.
1978, Exposition de monotypes.
1983, il s'installe à Céret avec Michelle et leur fils. Il poursuit ses recherches sur une route en solitaire, il crée guidé par l'instinct, les pulsions, l'intuition, la curiosité et le hasard.
1984, il expose à la Galerie ISIS, à Céret.
1985, nouvelle exposition à la Chapelle St Roch, à Céret.
1986, il est sélectionné au Concours International de Dessin à Barcelone (Fondation Juan Miro).
1988, Sculptures nouvelles : Terres cuites polychromes…  
1990, il expose à l’Espace Croix Bragnon, à Toulouse.
Puis, au Salon des Réalités Nouvelles à Paris, ainsi qu'à Montpellier à la Galerie La Cimaise.
1991, Rétrospective (peinture) au Stedelijik Museum à Shiedam (Rotterdam).
1992, Grande exposition à la Fondation Carla de Lorenzi à Céret. Le catalogue des œuvres est préfacé par Jack Lang et dédicacé par Miette de la Fondation Maeght.
Le 20 janvier 1992, Michèle décède dans un accident d'avion sur le mont Saint-Odile.
André Boureau meurt à Céret le 30 mars 1999 où il est enterré.

## Galerie

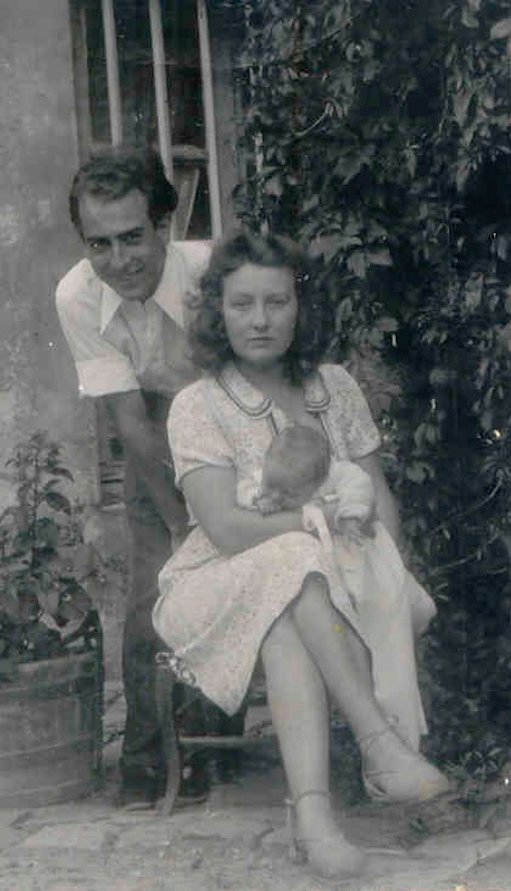
André et Marcelle Boureau et leur première enfant - 1942.